# Rehehausen

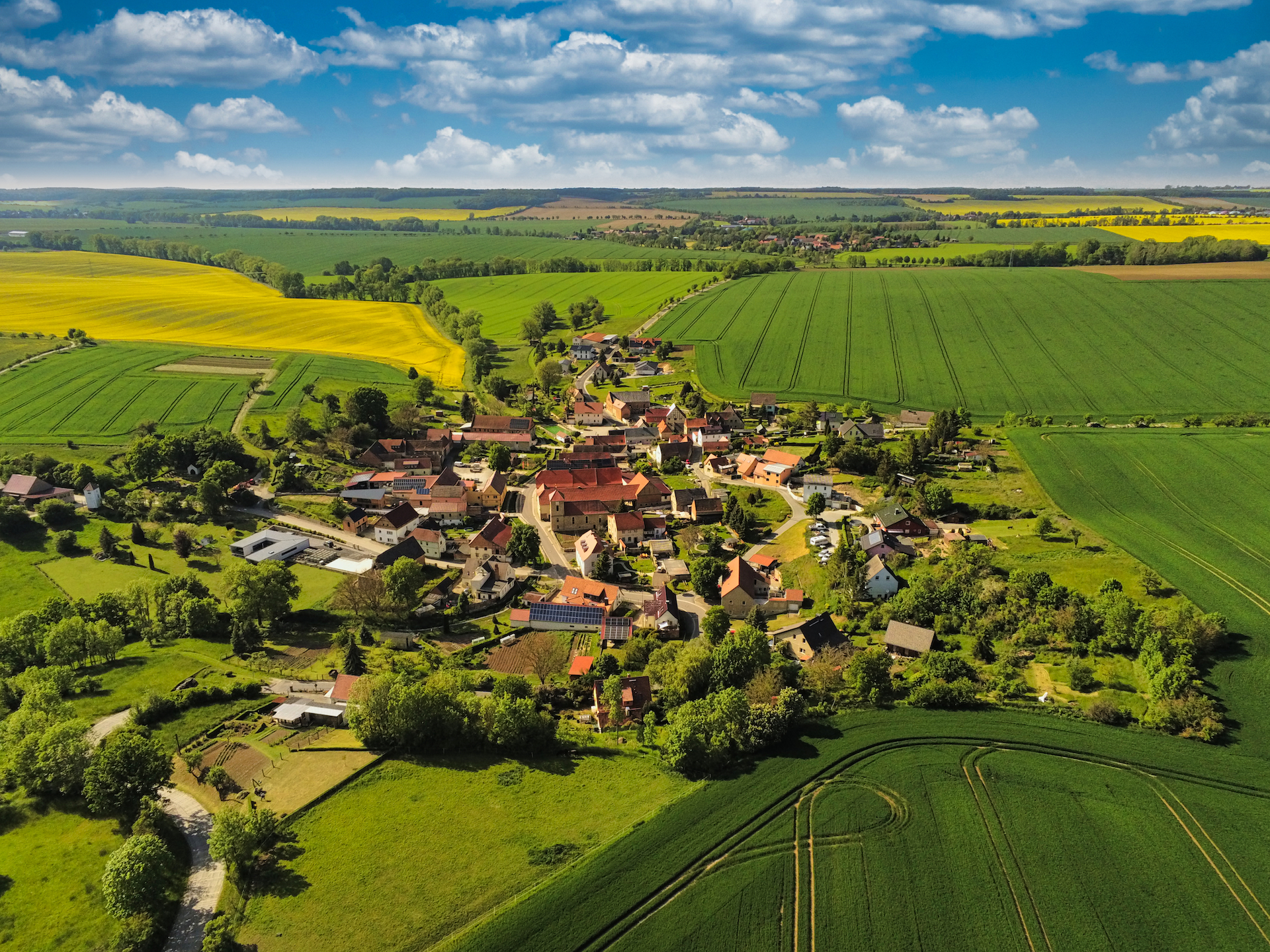
Drohnenaufnahme aus südlicher Richtung

Rehehausen ist ein Ortsteil der Gemeinde Lanitz-Hassel-Tal im Burgenlandkreis in Sachsen-Anhalt und gehört zur Verwaltungsgemeinschaft an der Finne. Regional ist der Ort bekannt als das „Schönste Dorf der Welt“, was zurückzuführen ist auf die besonders idyllische Lage, den gut erhaltenen Ortskern, die hohe Zahl an Veranstaltungsformaten und die aufwendige Öffentlichkeitsarbeit.

## Lage
Rehehausen liegt südwestlich von Bad Kösen in unmittelbarer Nähe von Hassenhausen und nördlich des Ortsteils Sonnendorf der Stadt Bad Sulza in einer muldenartigen Vertiefung nach der nördlichen Etage des Saaletals bei Großheringen. Der südliche Ortsrand liegt nur 30 Meter an der Grenze zu Thüringen. Das Dorf bettet sich ein in das Weinanbaugebiet Saale-Unstrut und liegt inmitten des Naturpark Saale-Unstrut-Triasland.
Der Ort hat 147 Einwohner (Stand: Juni 2022).

## Geschichte
Erstmals wurde der Ort am 27. Januar 1074 als Rugehusen erwähnt. 1277 folgte die Bezeichnung Rogehusen, 1525 dann Rehawsen, 1551 wurde Regehusen daraus. Wie es zu der heutigen Schreibweise Rehehausen kam, ist nicht belegt.
Ein befestigter fränkischer Edelsitz bildete nach der Gründung den Mittelpunkt des Ortes. Über die alte Poststraße, einem alten Heerweg (auch Königsweg oder Frankenweg genannt) waren die Franken in das Gebiet gelangt. Die Franken sollen ostgermanische Rugier angesiedelt haben. Es entstand zu beiden Seiten des bestehenden Baches ein Reihendorf, das an einer Seite hufeisenförmig abschließt. 1074 kam der Ort durch ein Tauschgeschäft von Heinrich IV. an seinen Vasallen Ritter Boto. So kam es auch zur ersten urkundlichen Erwähnung des Ortes. In manchen Quellen wird im 13. Jahrhundert ein Adelsgeschlecht von Rockhausen erwähnt, dass seine Namensgebung dem Ort anlehnte. Dies ist aber nur vage und unsicher, da hier ebenfalls über den Ort Rockhausen in Thüringen ähnliche Informationen vorliegen. 1268 wird der erste Pfarrer in Rehehausen genannt, Mathias, plebanus de Rugehuse (siehe auch Rockhausen (Adelsgeschlecht)). 1298 wurde die Stammburg mit Gericht, Mühle, Wald und Weiden von Berthold von Rogehusen aus Not an das Kloster Pforta verkauft. Zum verkauften Gebiet gehörte auch die Hälfte des Dorfes, die im Besitz seines Neffen war. 1540, nachdem das Kloster Pforta geschlossen wurde, wurde das kursächsische Amt Pforta gebildet, zu dem der Ort darauffolgend gehörte. Durch die Beschlüsse des Wiener Kongresses kam Rehehausen zu Preußen und wurde 1816 dem Landkreis Naumburg im Regierungsbezirk Merseburg der Provinz Sachsen zugeteilt, zu dem der Ort bis zur Auflösung des Kreises 1932 gehörte.
Am 1. Juli 1950 wurde Rehehausen nach Taugwitz eingemeindet. Am 1. Juli 2009 ging dieses in der neu gebildeten Gemeinde Lanitz-Hassel-Tal auf. Die ehrenamtliche Bürgermeisterin der Gemeinde Lanitz-Hassel-Tal ist die SPD-Politikerin Manuela Hartung.

## Sehenswürdigkeiten

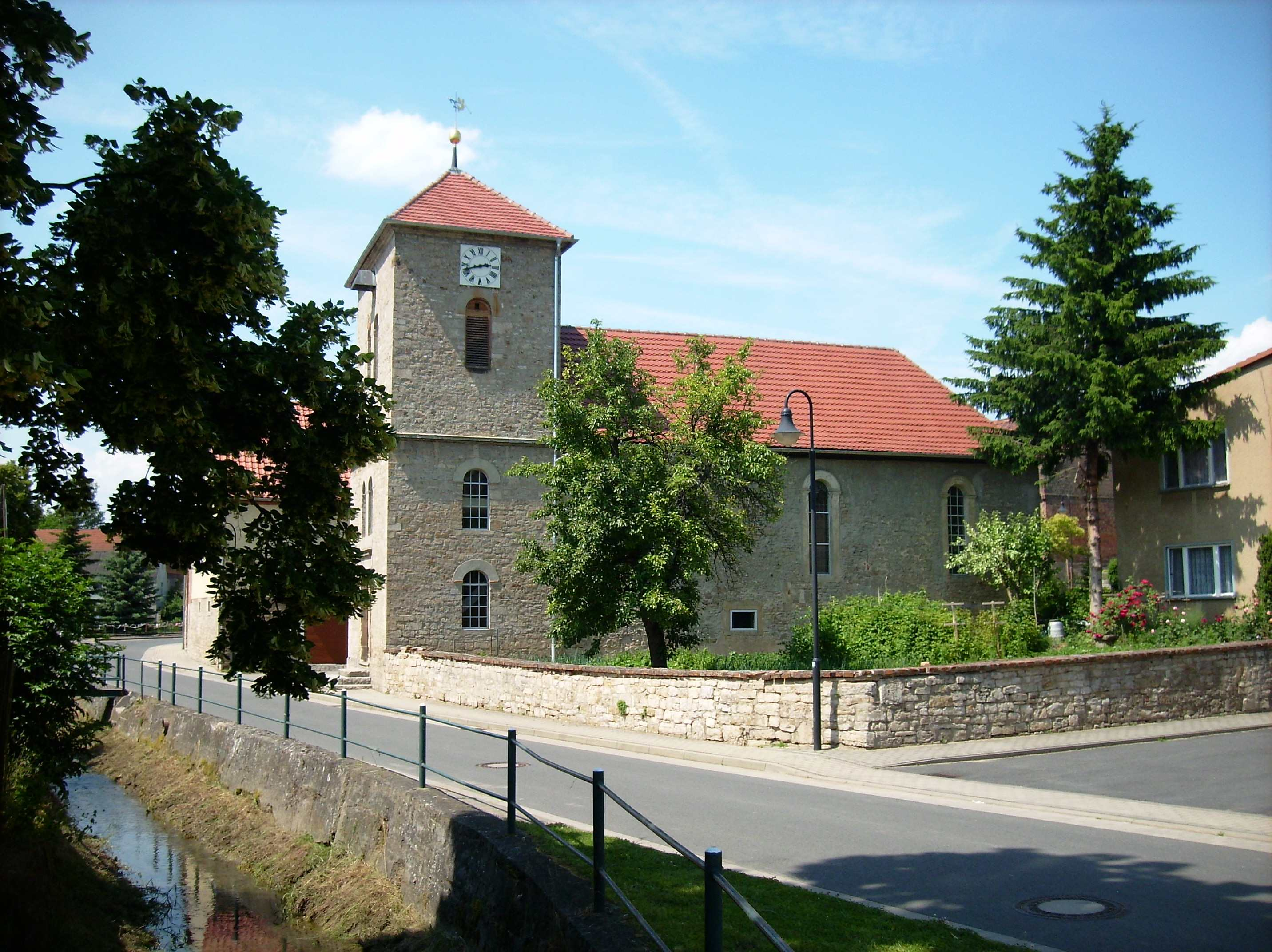
Kirche Rehehausen

### Kirche
Über die frühere Dorfkirche, die im 18. Jahrhundert wegen Baufälligkeit abgerissen wurde, ist kaum etwas bekannt. Die heutige Dorfkirche von Rehehausen wurde 1789 geweiht und ist eine barocke Saalkirche mit Spiegeldecke, Emporen und Kanzelaltar. Der Westturm wurde 1842 erbaut. In der Kirche steht ein wertvoller spätbarocker Orgelprospekt. Im Turm befindet sich eine Barock-Glocke, die 1684 von Hans Beyer in Weimar gegossen wurde und mit Reliefschmuck versehen ist.
Die Kirche wurde auf Grund von Baufälligkeit im Inneren ab 1982 nicht mehr genutzt, bis am 23. Dezember 2001 Marlies Nägler, Beate Massier und Evelyn Rößler den Entschluss fassten, das Gotteshaus wieder nutzbar zu machen. Mit einer unfassbaren Spendenbereitschaft und tatkräftiger Unterstützung vieler Einwohner des Ortes, konnte am 27. April 2002 mit einer Konfirmation wieder der erste Gottesdienst stattfinden.

## Veranstaltungen
Rehehausen hat jedes Jahr einen gut gefüllten Veranstaltungskalender, der mit dem traditionellen Maifeuer am 30. April beginnt und mit einem gemeinsamen Glühweintrinken am 23. Dezember endet. Dazwischen liegen Weinspaziergang um Rehehausen, Sommerfest, Kirmes, Halloween und das jährlich am 2. Adventssonntag in der Dorfkirche Rehehausen stattfindende Benefiz-Weihnachtskonzert.

## Vereinsleben
Um viele Belange im Ort kümmert sich der 72 Mitglieder (Stand: Juni 2022) starke Heimatverein Rehehausen e. V. Neben zwei Arbeitseinsätzen (Frühjahrs- und Herbstputz) veranstaltet er alle Feste, kümmert sich um die Kinder- und Jugendbetreuung im Ort und übernimmt die Seniorenbetreuung.

### Förderung
Während der COVID-19-Pandemie erhielt der Verein im Rahmen der Sondermaßnahme Ehrenamt stärken. Versorgung sichern. 4.453,10 EUR Fördergeld vom Bundesministerium für Ernährung und Landwirtschaft. Das Geld war bestimmt für die Initiative: „Eine kostenfreie Mahlzeit und Gemeinschaftsgefühl vorwiegend für sozial schwache und ältere Menschen während der Corona-Pandemie.“

### Kinder- und Jugendarbeit
Ein fester Bestandteil in der Vereinsarbeit ist das Kinder- und Jugendparlament, welches eine kostenlose Vereinsmitgliedschaft ab 6 Jahre, Mitbestimmungsrecht, eigene Versammlungen und gewählte Vertreter in zwei Alterskategorien beinhaltet.

## Persönlichkeiten

### Söhne und Töchter des Ortes
- Karl Naumann (1872–1949), Gründer des ersten deutschen Marionettentheaters. 1958 Verlegung der „Naumanns Puppenspiele“ in die Gaststätte „Goldener Hahn“ (heute Theater Naumburg)[4]

- Dietmar Zaubitzer (* 1954), Dresdener Maler, Grafiker und Kunstpädagoge

## Dorfwettbewerb „Unser Dorf hat Zukunft“

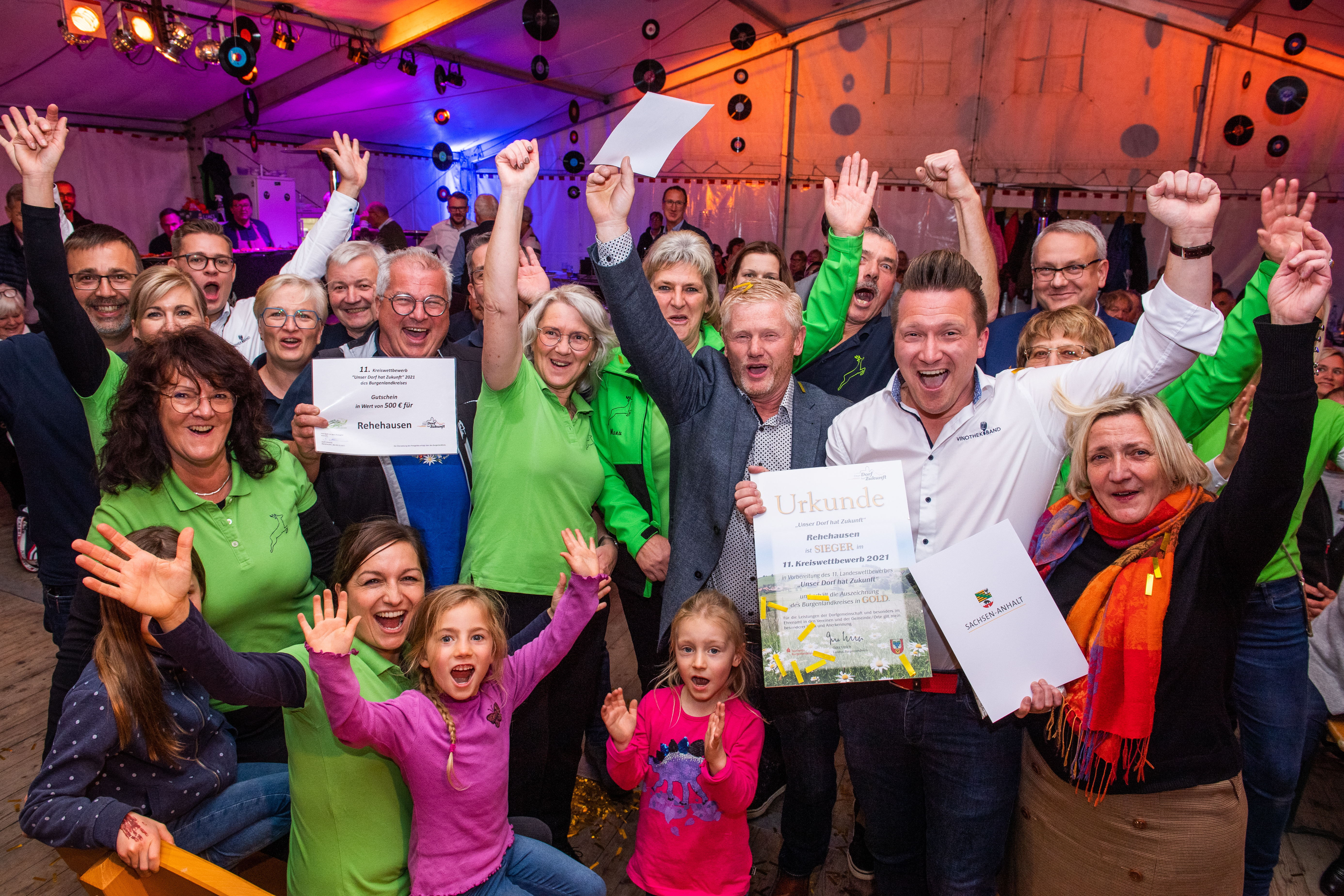
Preisverleihung Kreiswettbewerb „Unser Dorf hat Zukunft“

Im Jahr 2021 nahm der Ort am Dorfwettbewerb Unser Dorf hat Zukunft teil und belegte im Burgenlandkreis neben Spora in der Gemeinde Elsteraue den Gold Preis. Damit hat sich das Dorf für den Landeswettbewerb qualifiziert und tritt 2022 gegen alle anderen Gold Dörfer aus Sachsen-Anhalt an.